# Castor 120
Castor 120 je raketový motor na tuhé palivo, vyvinutý společností Thiokol na základě prvního stupně mezikontinentální balistické rakety LGM-118 Peacekeeper. Nový motor měl vyplnit mezeru mezi menšími pomocnými motory jako Castor 4A a velkými segmentovými motory jako jsou Titan UA1200 nebo Space Shuttle Solid Rocket Booster. Konstrukce dovoluje použití jako samostatný první stupeň nebo pomocný stupeň u stávajících raket jako třeba Delta II. To je umožněno celkovou tuhostí konstrukce a posílenou přední a zadní částí a motor tak dokáže snášet aerodynamické síly a namáhání na tah i tlak. Díky dlouholetým zkušenostem firmy Thiokol a novým materiálům, byla cena jednoho motoru relativně nízká. Při uvedení v roce 1989 stál jeden motor přibližně 3,5 milionu dolarů, cena se každý rok zvyšovala, až dosáhla 7,5 milionu v roce 2004.

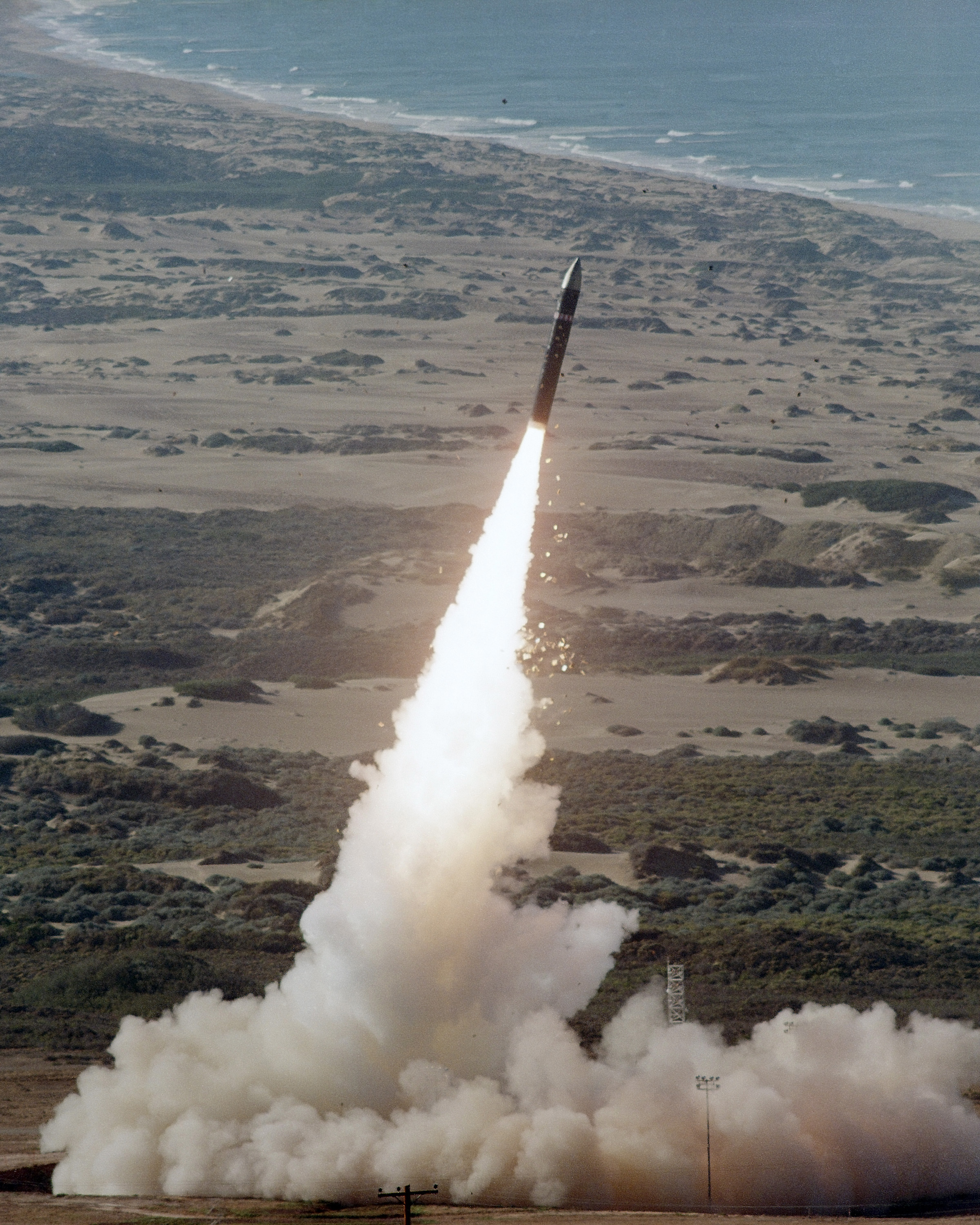
Raketa LGM-118 Peacekeeper

Plášť motoru je tvořen kompozitem uhlíkových vláken a epoxidové pryskyřice, podobně jako Graphite-Epoxy Motor. Jelikož se jedná o motor na tuhá paliva, není možné po odpálení regulovat jeho tah. Proto je možno upravit konfiguraci motoru a nastavit tak rozdílný tah v daných fázích letu. Hlavní smysl má zvýšení tahu při startu a snížení při dosažení maximálního dynamického tlaku - q. Tryska výstupních plynů je vybavena systémem vektorování tahu a ten tak může být směrován v rozmezí pěti stupňů. Motor používá palivo označené TP-H1246  a jeho složení je 19 % hliník, 12 % HTPB (hydroxylem zakončený polybutadien) a 69 % chloristan amonný.
Motor sloužil jako první stupeň raket MX (LGM-118) a býval označován TU-904 nebo Peacekeeper 1. Po vyřazení raket MX jej využívá firma Orbital Science jako první stupeň rakety Minoutaur III. Castor 120 byl používán na rodině raket Lockheed Martin Athena, která byla pro nedostatečnou poptávku zrušena. Původní výrobce Thiokol prošel od počátku výroby řadou změn a v současnosti je členem skupiny ATK, která má motory Castor 120 ve svém portfoliu.